# Емма (фільм, 1948)
«Емма» (англ. Emma) — костюмована драма 1948 року режисера Майкла Баррі, заснована на однойменному романі Джейн Остін 1815 року.

## Сюжет
Молода, заможна і розумна англійка Емма Вудгауз пишається тим, що посприяла одруженню своєї колишньої гувернантки міс Тейлор та містера Вестона. Тепер вона хоче ощасливити й інших своїх знайомих, підібравши їм гарну пару і намагаючись якомога частіше зводити їх разом. Але занадто захопившись цим заняттям, вона ризикує проґавити своє власне кохання.

## У ролях
| Актор            | Персонаж                               |
| ---------------- | -------------------------------------- |
| Джуді Кемпбелл   | Емма Вудгауз (англ. Emma Woodhouse)    |
| Ральф Майкл      | Джордж Найтлі (англ. George Knightley) |
| О. Б. Кларенс    | містер Вудгауз (англ. Mr. Woodhouse)   |
| Джилліан Лінд    | міс Бейтс (англ. Miss Bates)           |
| Джон Боксер      | містер Вестон (англ. Mr. Weston)       |
| Сьюзен Річмонд   | місіс Вестон (англ. Mrs. Weston)       |
| Річард Гарндалл  | містер Елтон (англ. Mr. Elton)         |
| Меріан Спенсер   | місіс Елтон (англ. Mrs. Elton)         |
| Дафні Слейтер    | Гаррієт Сміт (англ. Harriet Smith)     |
| Джойс Герон      | Джейн Ферфакс (англ. Jane Fairfax)     |
| Макдоналд Гоблі  | Френк Черчилл (англ. Frank Churchill)  |
| Ентоні Олівер    | Роберт Мартін (англ. Robert Martin)    |
| Розамунд Грінвуд | міс Мартін (англ. miss Martin)         |
| Елсі Ваґстафф    | місіс Форд (англ. Mrs. Ford)           |
| Віктор Платт     | містер Перрі (англ. Mr. Perry)         |
| Маделін Томас    | місіс Ґоддард (англ. Mrs. Goddard)     |
| Една Фрайер      | місіс Бейтс (англ. Mrs. Bates)         |